# Mordellistena humeralis
Mordellistena humeralis es una especie de coleóptero de la familia Mordellidae.

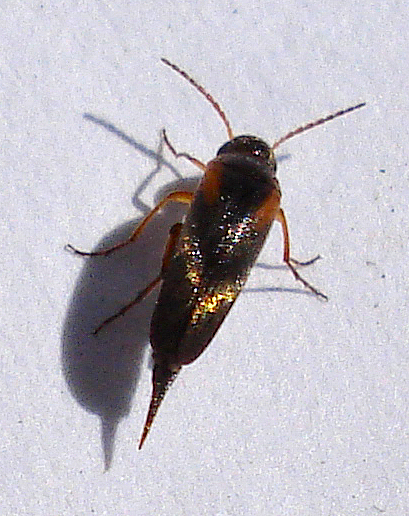

.